# Joanna David
Joanna David (nacida Joanna Elizabeth Hacking; 17 de enero de 1947) es una actriz británica, conocida por su trabajo televisivo.

## Vida y carrera
David nació en Lancaster, Inglatetra, como hija de Davida Elizabeth (Nesbitt) y John Almond Hacking. Su primer gran papel fue el de Elinor Dashwood en Sentido y sensibilidad seguido un año más tarde de War and Peace, donde hacía de Sonya. Joanna figuró en la serie The Last of the Mohicans (BBC), en dos episodios de Colditz, (Missing presumed Dead y Odd Man In, 1972) como Cathy Carter, la esposa de Flt. Lt. Simon Carter (interpretado por David McCallum). En 1975 hizo de Theo Dane en Ballet Shoes de Noel Streatfeild (32 años más tarde en 2007, la hija de David, Emilia Fox protagonizaría la adaptación del mismo libro, junto a Emma Watson). En 1979, David apareció en Rebecca de Daphne du Maurier, junto a Jeremy Brett en la serie de televisión del mismo nombre. El papel fue hecho veinte años más tarde por Emilia Fox. En 2005, apareció en dos episodios de Bleak House, como Mrs Bayham Badger, junto a Gillian Anderson, Charles Dance, Alun Armstrong y Warren Clarke. Mr Bayham Badger fue interpretado por Richard Griffiths.
Entre otras apariciones televisivas está The Adventures of Sherlock Holmes, Miss Marple, Foyle's War, Rumpole of the Bailey, Inspector Morse, Midsomer Murders, The Darling Buds of May y en 2004 Rosemary & Thyme en un episodio titulado "Orpheus in the Undergrowth". Otras apariciones fueron en la comedia Never Better, Mutual Friends, y Crimen en el paraíso (episodio 3.8)
En teatro, apareció junto a Derek Jacobi en Breaking the Code. Hizo de Mrs Gardiner en Orgullo y prejuicio, (en la que su hija tuvo el papel principal). En 2009 apareció en Woman in Mind.
Sus apariciones filmográficas incluyen The Smashing Bird I Used to Know (1969), el corto de terror Sleepwalker (1984), Comrades (1986), Secret Friends (1991), Rogue Trader (1999), Cotton Mary (1999), The Soul Keeper (2002, como madre de su verdadera hija, Emilia Fox), y These Foolish Things (2006).
Es vicepresidente de Theatrical Guild.

## Teatro
- Sonia en Uncle Vanya de Anton Chekhov. Dirigido por Michael Elliott en el Royal Exchange, Mánchester. (1977)
- Mary en The Family Reunion de T S Eliot. Dirigido por Michael Elliott en el Royal Exchange, Mánchester. (1979)
- Margaret en The Ghost Train Tattoo de Simon Robson. Estreno mundial dirigido por Braham Murray y Sarah Frankcom en el Royal Exchange, Mánchester. (2000)
- Miss Prism en La importancia de llamarse Ernesto de Oscar Wilde. Dirigida por Braham Murray en el Royal Exchange, Mánchester. (2004)

## Caridad
David apoya el National Brain Appeal, una organización caritativa dedicada a la investigación neurológica en Londres. David tuvo que recibir una cirugía cerebral en 1993 para corregir una malformación congénita.
En enero de 2013, David se convirtió en patrona de la acción contra el cáncer de páncreas. Una amiga de Joanna, Angharad Rees, murió de dicha enfermedad en 2012.